# Pindarplatz

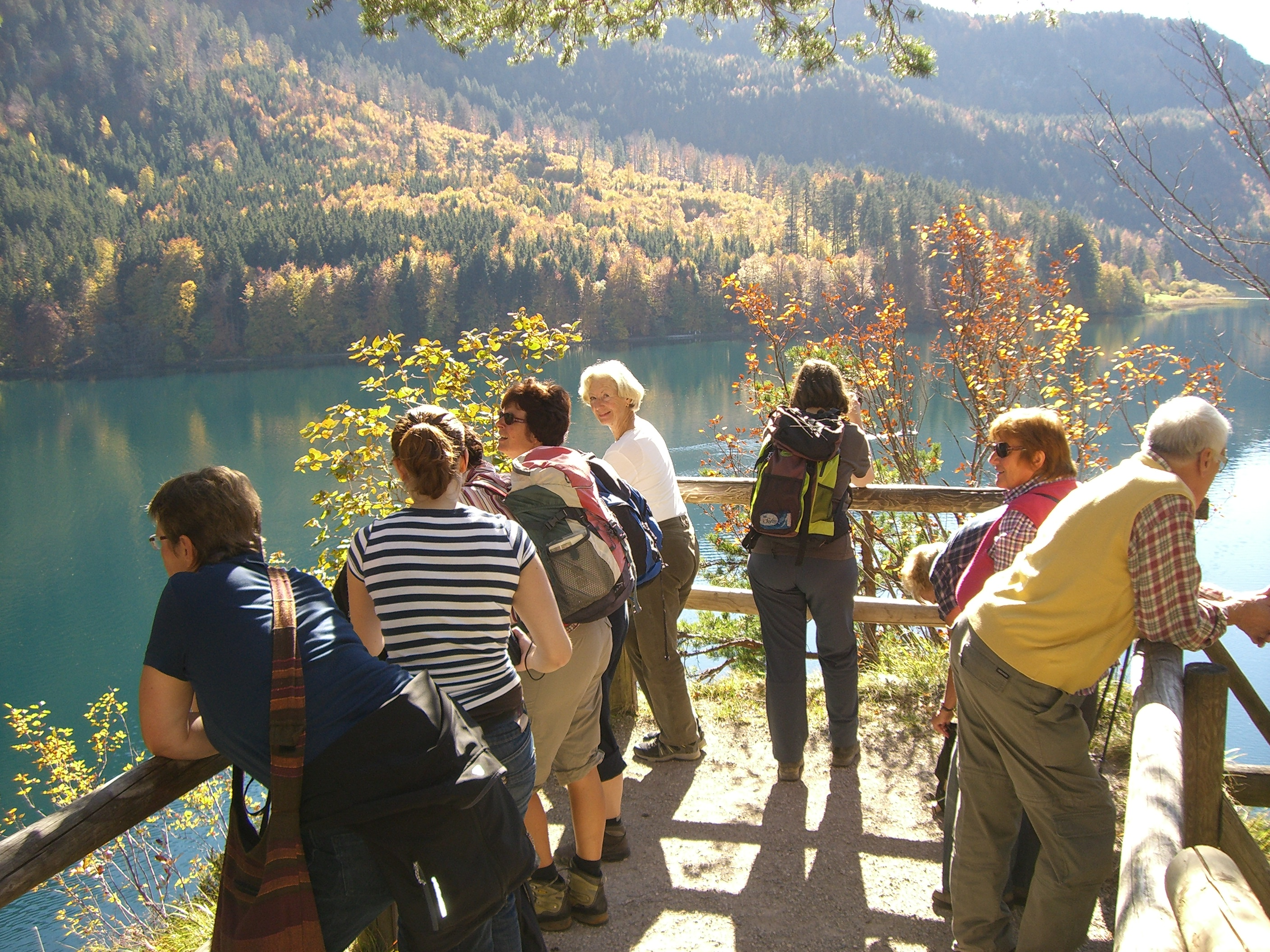
Aussichtspunkt Pindarplatz

Der Pindarplatz ist ein Aussichtspunkt auf einem Felsvorsprung am Alpsee im Landkreis Ostallgäu, in der Nähe von Schloss Hohenschwangau. Er liegt etwa 30 m höher als der See. Vom Alpsee-Rundweg aus ist er über einen kurzen Stichweg zu erreichen.

## Geschichte
Bereits König Ludwig I. von Bayern würdigte den antiken griechischen Dichter Pindar (517 bis 438 v. Chr.), indem er seinen Thronsaal im Königsbau der Münchner Residenz mit Reliefbildern dekorieren ließ, die von den „Siegesgesängen“ Pindars inspiriert sind; diese Reliefs wurden von Ludwig Schwanthaler entworfen. Der Bayerische Kronprinz Maximilian, später König Maximilian II., las schon im Alter von zwölf Jahren Originaltexte Pindars, gemeinsam mit dem Altphilologen und Philhellenen Friedrich Wilhelm Thiersch.
Maximilian entdeckte den Aussichtspunkt am Alpsee. Thiersch weilte im August 1839 auf Einladung des Kronprinzen auf Schloss Hohenschwangau. In einem Brief an seine Frau schrieb er am 17. August 1839 über den Gang zu dem Aussichtspunkt:

„Der Freitag begann mit Regen, hellte sich aber gegen 10 Uhr auf. Der Kronprinz schickte nach mir, und nachdem wir uns über Anordnung und Führung seiner griechischen Studien besprochen, gingen wir, den Pindar in der Tasche, durch den Wald nach einem Felsenvorsprung über dem See, den er hatte ebnen und sichern lassen. Der neue Sitz auf der vordersten Kante, auf dem man hoch über der Fläche des Sees und wie mitten darüber schwebt, mit der Aussicht darüber hin und in die Gebirge, wurde sofort mit dem Pindar eingeweiht, und in der Conversation und Erörterung, die gegen drei Stunden dauerte, wurden die beiden ersten olympischen Oden zu Ende gebracht. Alles, was wir lasen und ihm deutlich wurde, machte auf ihn, den Prinzen, den größten Eindruck und mir selbst schien darum Pindar an dieser Stelle und in dieser Umgebung wie neu und verjüngt zu sein. Der Flügelschlag seines mächtigen Genius schwebte offenbar über uns und seinen Gesängen.“

Vermutlich war dieses Erlebnis für Maximilian der Grund, den Aussichtspunkt nach Pindar zu benennen. Er ließ dort den Aussichtsplatz herrichten und mit einem Geländer sichern. In späterer Zeit stand dort ein heute nicht mehr existierender Pavillon (oder „Parapluie“).

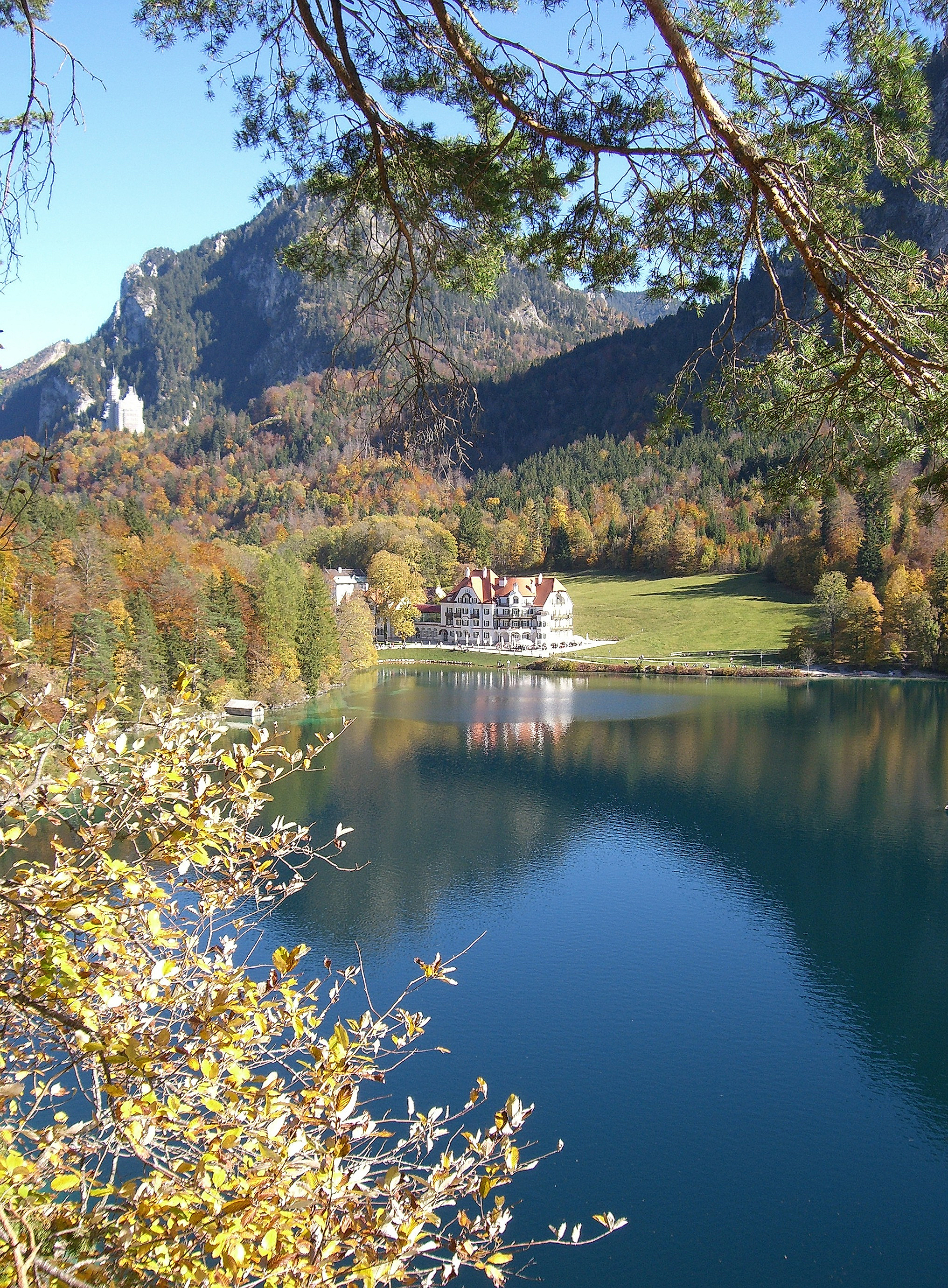
Alpsee und Schloss Neuschwanstein, vom Pindarplatz gesehen

Der Pindarplatz gehörte auch zu den Lieblingsplätzen von König Ludwig II. So war es ganz natürlich, dass er Richard Wagner, als er ihn im November 1865 nach Schloss Hohenschwangau eingeladen hatte, zum Pindarplatz führte (am 16. Nov.). Wagner notierte dazu in seinem Tagebuch: „Mit dem Trauten [d. h. König Ludwig] aus dem Schlosse … nach d. Pindarplatz, Ruhe so erhebend, so wohlthuend …“
Im Baedeker Deutschland und Österreich von 1872 ist der Pindarplatz mit einem Sternchen ausgezeichnet und mit der allerdings ungenaue Bemerkung „wo König Ludwig stets Pindar las“ versehen.

## Der Pindarplatz in der Lyrik
Der Dichter Friedrich Beck besang in Stillleben: Lyrische Dichtungen in neuer Auswahl von 1861 den Pindarplatz:

„Auf dem Pindarplatz

bei Hohenschwangau.

Einsam steh’ ich, waldumrauscht,

Ueber der Tiefe des See’s

Auf ragender Klippe;

Es hat sie Pindar’s Name geweiht.

Schön und sinnvoll! Gerne knüpft

An das bedeutende Wort

Sich tiefe Betrachtung ;

Den gold’nen Faden spinnet der Geist.

Nie für Viele hat getönt

Jenes Hellenen Gesang;

Man nennt ihn mit Ehrfurcht,

Doch die ihn kennen, zählest du leicht.“